# Pihanga
Il Pihanga è un picco vulcanico alto 1 107 m.

## Geografia
Fa parte dell'Altopiano vulcanico dell'Isola del Nord della Nuova Zelanda. È situato a nord del monte Tongariro e a sud del lago Taupo. Il lago Rotoaira si trova a sud-ovest di Pihanga, mentre il più piccolo lago Rotopounamu è situato sul fianco sud-occidentale del vulcano, vicino alla sella Te Ponanga. Il Pihanga ed il lago Rotopounamu fanno parte della Pihanga Scenic Reserve, una riserva naturale di 51,29 km² che è stata aggiunta nel 1975 al Parco Nazionale di Tongariro. Il Pihanga sembra avere un grande cratere, ma questo è in realtà il frutto dell'erosione.

## Mitologia Maori
Nella mitologia Maori, Pīhanga era la montagna femmina per l'amore della quale Taranaki e Tongariro combattevano, nell'epoca in cui Taranaki si trovava anch'esso tra le montagne centrali dell'Isola del Nord. La vittoria di Tongariro provocò l'esilio di Taranaki sulla costa occidentale; il suo spostamento creò, secondo la leggenda, i fiumi Whanganui e Patea e la palude Ngaere.